# Ombyggt fordon
Ombyggt fordon är en svensk juridisk term som betecknar ett fordon (autogyro, flygplan och luftballonger omfattas av andra regler) som har ändrats från sitt seriemässiga utförande i viss utsträckning. Dessa omfattas inte av lika stränga säkerhetskrav som serietillverkade fordon. Kraven på avgasrening var dock desamma fram till 2007, då vissa lättnader infördes. Ett exempel på ombyggt fordon är en bil vars drivlina och bromssystem har bytts ut. Ett ombyggt fordon får ha ett maximalt effekt/viktförhållande på 15 kW/100 kg tjänstevikt. Alternativt kan den ursprungliga motoreffekten höjas med 20 %, såvida inte bilens tillverkare har godkänt en högre effekt. Ombyggda fordon besiktas av SFRO. Om fordonet har ändrats i ännu större utsträckning, klassificeras det i stället som ett amatörbyggt fordon.